# روابط ایالات متحده آمریکا و بنگلادش
روابط بنگلادش و ایالات متحده روابط دوجانبه بین بنگلادش و ایالات متحده آمریکا است. برای ایالات متحده، بنگلادش سی و هشتمین تأمین کننده کالا و شصتمین بازار صادراتی بزرگ است. برای بنگلادش، ایالات متحده بزرگ‌ترین بازار صادراتی است. دو کشور در سال ۱۹۸۶ یک معاهده سرمایه‌گذاری دوجانبه امضا کردند. شرکت‌های آمریکایی بزرگ‌ترین سرمایه گذاران خارجی در بنگلادش هستند. دولت ایالات متحده کمک کننده اصلی کمک‌های بشردوستانه در پاسخ به بحران روهینگیا است. هر دو کشور دیدگاه‌های مشابهی را برای یک هند و اقیانوس آرام آزاد و باز اعلام کرده‌اند.
بنگلادش یک سفارتخانه در واشینگتن دی سی و کنسولگری‌هایی در نیویورک و لس آنجلس دارد. ایالات متحده یک سفارت در داکا و مراکز اطلاعاتی در چیتاگونگ، جسور، راجشاهی و سلهت دارد. سفارت ایالات متحده در بنگلادش همچنین کتابخانه آمریکایی آرچر کی خون و مرکز ادوارد ام کندی در داکا را اداره می‌کند. هر دو کشور عضو سازمان ملل هستند. در سال ۲۰۱۴، ۷۶ درصد از بنگلادشی‌ها دیدگاه مثبتی نسبت به ایالات متحده داشتند که یکی از بالاترین رتبه‌ها برای کشورهای مورد بررسی در جنوب آسیا است. ارائه تجهیزات دفاعی جدید تلاش‌های حفظ صلح سازمان ملل متحد و سایر ماموریت‌ها در بنگلادش را تقویت می‌کند. دولت ایالات متحده متعهد شده است که به نیروهای مسلح بنگلادش تسلیحات و تجهیزات اضافی برای تقویت ظرفیت خود برای حفاظت از حاکمیت خود ارائه کند.

## روابط فعلی

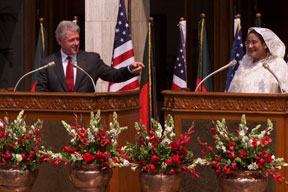
بیل کلینتون با شیخ حسینه در داکا، ۲۰۰۰

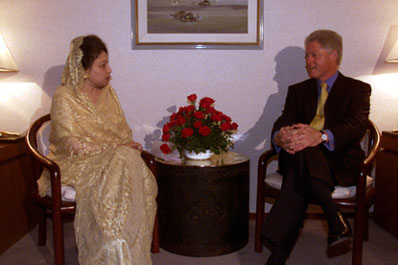
بیل کلینتون با خالده ضیا در داکا، ۲۰۰۰

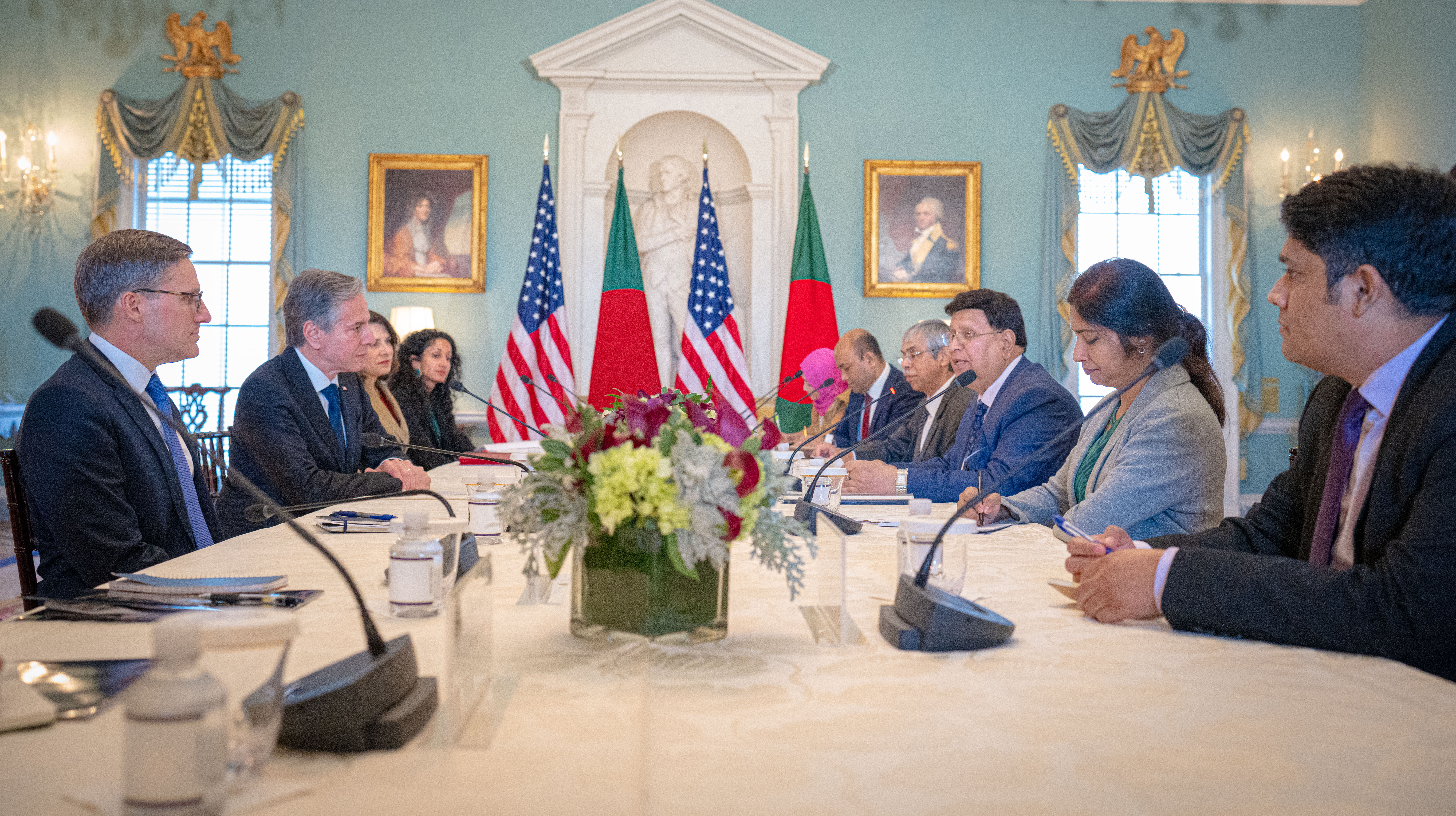
آنتونی بلینکن وزیر امور خارجه آمریکا و عبدالمومن وزیر امور خارجه بنگلادش در آوریل ۲۰۲۳ با هیئت‌های خود دیدار کردند.

بنگلادش از متحدان عمده آمریکا در جنوب آسیا است. دو کشور همکاری گسترده‌ای در زمینه امنیت منطقه ای و جهانی، مقابله با تروریسم و تغییر اقلیم دارند. بنگلادش یکی از شرکت کننده‌های کلیدی در ابتکارات توسعه بین‌المللی اصلی دولت اوباما، از جمله امنیت غذایی، مراقبت‌های بهداشتی و محیط زیست بوده است. از ژوئن ۲۰۲۱، ایالات متحده ۱۱۴٬۵۷۰٬۸۲۰ دوز ایمن و مؤثر واکسن کووید-۱۹ را بدون هزینه در اختیار مردم بنگلادش گذاشته است. بنگلادش با بیش از ۱۵۰ میلیون دوز، بزرگ‌ترین دریافت کننده واکسن کووید-۱۹ ایالات متحده است. از آغاز دنیاگیری، حمایت ایالات متحده بیش از ۵۰۰۰۰ ارائه‌دهنده مراقبت‌های بهداشتی و سایر کارکنان را در مورد واکسیناسیون ایمن در ۶۴ منطقه آموزش داده است، و ۱۸ ون فریزر، ۷۵۰ واحد فریزر و ۸۰۰۰ حامل واکسن را برای کمک به انتقال ۷۱ میلیون دوز واکسن به مناطق دیگر اهدا کرده است و به‌طور مستقیم ۸۴ میلیون واکسیناسیون انجام داده است.
پس از اینکه دولت بایدن به دلیل حقوق بشر و دلایل دیگر تحریم‌های ویزا را علیه مقامات بنگلادش اعمال کرد، به شدت مورد انتقاد شیخ حسینه نخست‌وزیر قرار گرفت. پیتر هاس، سفیر آمریکا در بنگلادش نیز متهم به دخالت در امور داخلی این کشور شده است. برخی از محققان خاطرنشان کردند که ایالات متحده همیشه با بنگلادش با معیارهای دوگانه قائل بوده است.

## تجارت و سرمایه‌گذاری
ایالات متحده بزرگ‌ترین بازار صادراتی بنگلادش است. ایالات متحده همچنین یکی از بزرگ‌ترین منابع سرمایه‌گذاری مستقیم خارجی در بنگلادش است. بزرگ‌ترین سرمایه‌گذاری آمریکا در این کشور، بهره‌برداری‌های شورون است که ۵۰ درصد گاز طبیعی بنگلادش را تولید می‌کند. تجارت دوجانبه در سال ۲۰۱۴ بالغ بر ۶ میلیارد دلار بود. عمده صادرات آمریکا به بنگلادش محصولات کشاورزی (سویا، پنبه، گندم، لبنیات)، هوانوردها، ماشین آلات، موتورها و محصولات آهن و فولاد است. واردات آمریکا از بنگلادش مشتمل بر پوشاک، کفش و محصولات نساجی؛ اسباب بازی، بازی و کالاهای ورزشی؛ میگو و میگو؛ و محصولات کشاورزی است.

## همکاری دفاعی

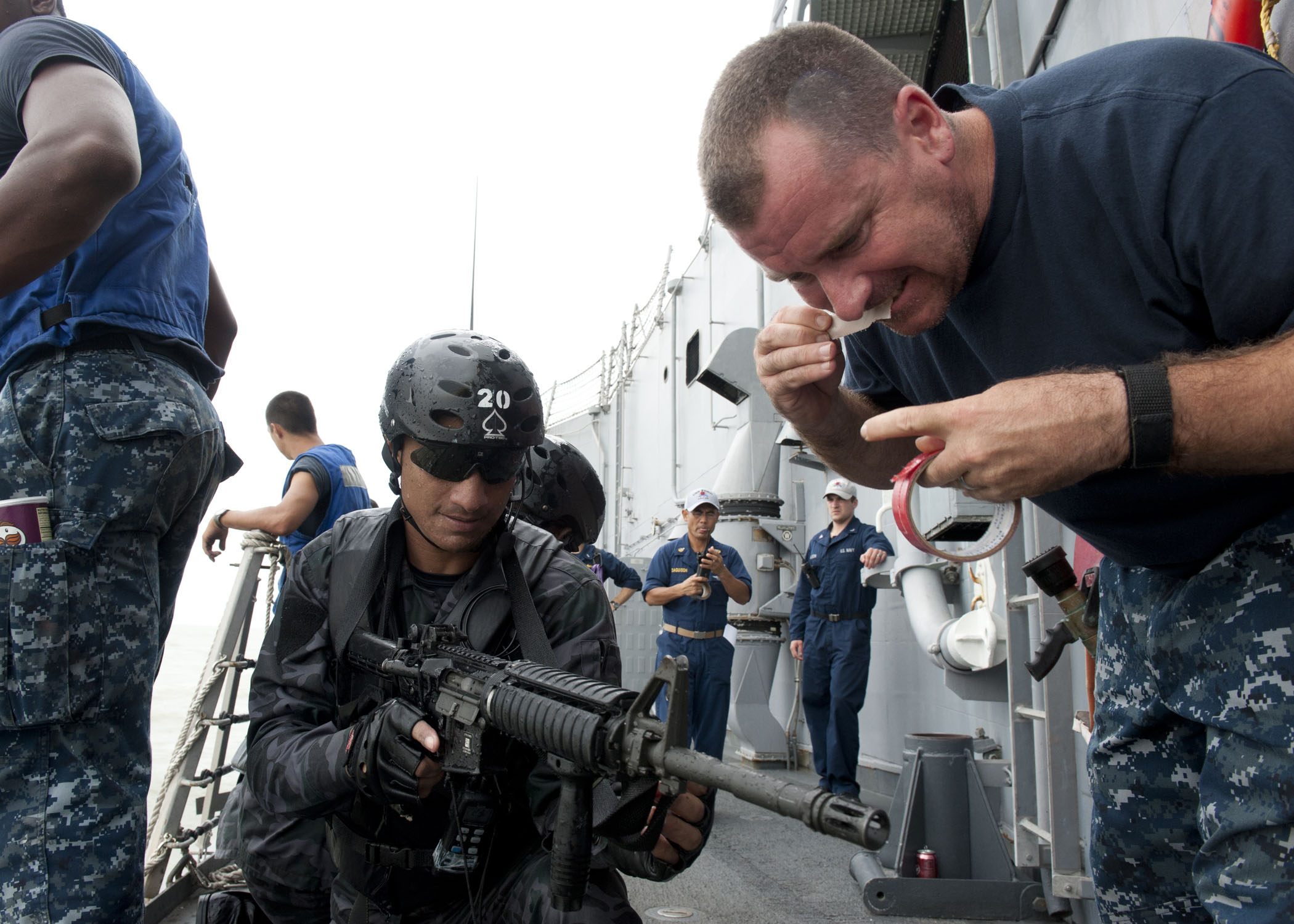
پرسنل SWADS با نیروی دریایی ایالات متحده در سال ۲۰۱۱

ایالات متحده یکی از متحدهای نظامی استراتژیک شاخص بنگلادش است. همکاری دفاعی آمریکا به عنوان وزنه تعادلی برای قدرت‌های منطقه ای هند و چین و همچنین روسیه محسوب می‌شود. تمرین‌های مشترک به‌طور منظم به ویژه در خلیج بنگال برگزار می‌شود. فرماندهی هند و اقیانوس آرام ایالات متحده به‌طور منظم با نیروهای مسلح بنگلادش همکاری می‌کند. ایالات متحده همچنین به راه انداختن واحد دریایی نخبه SWADS در نیروی دریایی بنگلادش کمک کرده است که از نیروهای ویژه آمریکایی و کره جنوبی گرته برداری شده است.
بنگلادش یکی از بزرگ‌ترین کشورهای مشارکت کننده در عملیات‌های صلح‌بانی سازمان ملل است. ایالات متحده از حامیان حیاتی تعهدات حفظ صلح بنگلادش بوده است.